# 正佳极地海洋世界
正佳极地海洋世界是一座位于中华人民共和国广东省广州市天河区的动物园，设于天河路228号正佳广场之中。正佳广场是一座商场，正佳极地海洋世界位于正佳广场二、三层。

## 历史
正佳极地海洋世界为正佳集团投资建设，投资总额为6.8亿元人民币，建设时间为一年，总建筑面积为5.8万平方米，占正佳广场的六分之一。海洋馆分22个展区，动物约五百种、三万只。引进动物总花费逾八千万人民币。海洋馆的动物有北极熊、沙虎鲨、海狮、海象、白鲸等等。2016年1月16日，正佳极地海洋世界开始试营业。
试营业期间，有网友指责正佳极地海洋世界虐待动物。网友称，馆内有石斑鱼死亡，很多动物身处狭小的空间内，动物表演、投喂、拍照也涉嫌虐待动物。馆方回应称死亡的只有小鱼，并无石斑鱼和其他生物死亡，馆方认为不存在场馆狭小的问题。正佳海洋馆的北极熊被一些动物保护组织称为“世界最悲伤的北极熊”，慈善机构亚洲动物基金会征集了50万个签名呼吁关闭正佳极地海洋世界，英国约克郡野生动物园愿意为这只北极熊提供新家。
2016年9月，正佳广场极地海洋世界二期工程正佳萌宠动物乐园进入环评公示环节。正佳萌宠动物乐园位于正佳广场七层，计划投资1.5亿元人民币，拟在2017年1月完工，面积约5,905平方米，将有大小动物378只，另外也养昆虫。广州本地环保组织、环保人士、志愿者联合声明，认为二期工程空间狭小，对动物身心不利。另外，正佳广场所在地天河商务中心人流密集，圈养动物可能产生臭气，在缺少光照的情况下甚至可能传播疾病，影响周边写字楼。